# 브라이언 호록스
중장 브라이언 그웨인 호록스 경(영어: Sir Brian Gwynne Horrocks, 1895년 9월 7일 ~ 1985년 1월 4일)은 영국 육군의 장교로 마켓 가든 작전을 비롯한 제2차 세계 대전의 여러 작전에서 잠시 동안 제30군단의 군단장을 맡은 인물로 알려져 있다. 그는 제1차 세계 대전과 러시아 내전에서도 복무한 바 있으며 2차례 전쟁 포로가 된 적이 있다. 그는 1924년 파리 하계 올림픽에 출전하기도 했다. 이후 그는 군사사에 관한 서적을 펴내기도 했고, 텔레비전의 진행을 맡기도 했으며 14년 간 흑장관을 맡기도 했다.
1940년 프랑스 공방전에서 호록스는 대대를 지휘했고, 처음으로 버나드 몽고메리 휘하에서 근무했다. 몽고메리는 나중에 그를 가장 유능한 장군 중 한 명으로 꼽았고, 북아프리카 전역과 서부 전선에서 그를 군단장으로 임명했다. 1943년 호록스는 크게 부상을 입어 1년 이상 회복기를 거쳐야 했다. 이 기간 동안 그는 진급할 수 없었다. 그는 올리버 리즈와 마일스 뎀프시와 함께 북아프리카에서 일시적으로 군단장을 맡았지만, 두 사람은 야전군으로 진급한 데 비해 호록스는 부상으로 인해 전쟁 이후 은퇴했다.
1945년 이후 호록스는 영국 전쟁장교들 중 가장 성공한 인물로 꼽히기도 한다. 서유럽 연합군 최고사령부의 사령관이었던 드와이트 아이젠하워는 몽고메리 휘하의 영국 장교 중 가장 뛰어난 인물이라고 평가했다.